# Wacho
Wacho (také Wakko či Waches, původně zřejmě Waldchis) (?–539) byl král Langobardů. Vládl na území střední Evropy severně od Dunaje na území dnešního Rakouska, Česka a Slovenska, v období předcházející invazi Langobardů na území dnešní Itálie, patrně od roku 510 do své smrti.
Jeho otcem byl Unichis, bratr sedmého langobardského krále Tatona. Wacho se zmocnil trůnu tím, že kolem roku 510 svého strýce Tatona zavraždil (nebo dal zavraždit). Poté bojoval s jeho synem Hildigisem, který nakonec prchnul ke Gepidům, kde zemřel. Wacho udržoval dobré vztahy s kmenem Franků i s ostatními mocnými sousedy. V roce 539 ostrogótský král Witiges požádal Wacha o pomoc proti generálovi Belisarovi, kterého vyslal byzantský císař Justinián I., aby sjednal na území dnešní Itálie pořádek. Wacho žádosti nevyhověl, chtěl zůstat v dobrých vztazích s Konstantinopoli.
Pro Wachona hrála výraznou úlohu jeho sňatková politika. Byl třikrát ženatý. Jeho první manželství s Radegundou, dcerou duryňského krále Bisina, bylo bezdětné. Po její smrti si za ženu zvolil Austrigusu, dceru gepidského vládce Elemunda. S Austrigusou měl dvě dcery, z nichž starší Wisigardu provdal za Theudeberta I., krále Austrasie z rodu Merovejců, a mladší Walderadu provdal poprvé za Theobalda z Austrasie, podruhé za Chlothara I., krále Franků, a potřetí za Garibalda I. Bavorského. Poslední Wachonovou manželkou byla Silinga z kmene Herulů. Silinga se stala matkou jeho jediného syna Walthara. Podle některých badatelů (Josef Poulík) byl Wacho pohřben v knížecí hrobce pod mohylou na Žuráni u Brna, nicméně pro toto tvrzení moderní historici nemají dnes hodnověrné důkazy. Závěry nejnovějších výzkumů však hovoří o tom, že v monumentální hrobce II na tomto nalezišti byla pohřbena třetí Wachonova manželka Silinga.
Po své smrti (539 či 540) zanechal Wacho jediného, nedospělého syna Walthariho, zvaného též Valdarus. Jeho poručníkem byl stanoven kníže Audoin z rodu Gausů, který se po jeho smrti (již patrně měl i na svědomí), zřejmě 545 či 546, stal králem. V osobě Walthariho po meči vymřela dynastie langobardských králů, později se však jejich moc vrátila do rukou potomků Theodelindy, dcery Wachonovy dcery Walderady a prvního bavorského vévody Garibalda I.